# Dendrocygninae
Le Dendrocignine (Dendrocygninae Reichenbach, 1849) sono una sottofamiglia di uccelli della famiglia degli Anatidi.

## Tassonomia
La sottofamiglia Dendrocygninae comprende 9 specie in 2 generi:
- Genere Dendrocygna Swainson, 1837
  - Dendrocygna viduata (Linnaeus, 1766) - dendrocigna facciabianca
  - Dendrocygna autumnalis (Linnaeus, 1758) - dendrocigna pancianera
  - Dendrocygna guttata Schlegel, 1866 - dendrocigna macchiata
  - Dendrocygna arborea (Linnaeus, 1758) - dendrocigna delle Indie Occidentali
  - Dendrocygna bicolor (Vieillot, 1816) - dendrocigna fulva
  - Dendrocygna eytoni (Eyton, 1838) - dendrocigna falcata
  - Dendrocygna arcuata (Horsfield, 1824) - dendrocigna errante
  - Dendrocygna javanica (Horsfield, 1821) - dendrocigna minore
- Genere Thalassornis Eyton, 1838
  - Thalassornis leuconotus Eyton, 1838 - anatra dal dorso bianco